# Групна дискусија
Групна дискусија је део процеса групног одлучивања који претходи самом чину доношења одлуке. Користи се и као техника за унапређивање демократских процеса и добре комуникације у некој друштвеној групи. Пожељно је да у овом процесу учествује што већи број чланова групе чиме се постиже и бољи квалитет одлуке.